# هگزاگون
هگزاگون (انگلیسی: Hexagon) شرکت الکترونیک سوئدی است، که در سال ۱۹۹۲ تأسیس شد.